# مالك مقبول
مالك مقبول أو خان جهان مقبول كان وزير أو كبير وزراء سلطنة دلهي في عهد فيروز شاه تغلق (1351-1388). كان في البداية وزير لجبهة ورنجل الواقعة في ولاية تاميل نادو، جنوب الهند، وكان اسمه قبل إسلامه ياجندهار.

## نشأته
بعد سقوط جبهة ورنجل في 1323 على يد سلطنة دلهي، تم أسر الملك براتابرايدرا ووزيره ياجندهار، واقتيدوا إلى دلهي. انتحر الملك براتابرايدرا غرقًا في نهر نارمادا، بينما أسلم وزيره ياجندهار وأصبح اسمه «مالك مقبول».

## عمله في سلطنة دلهي

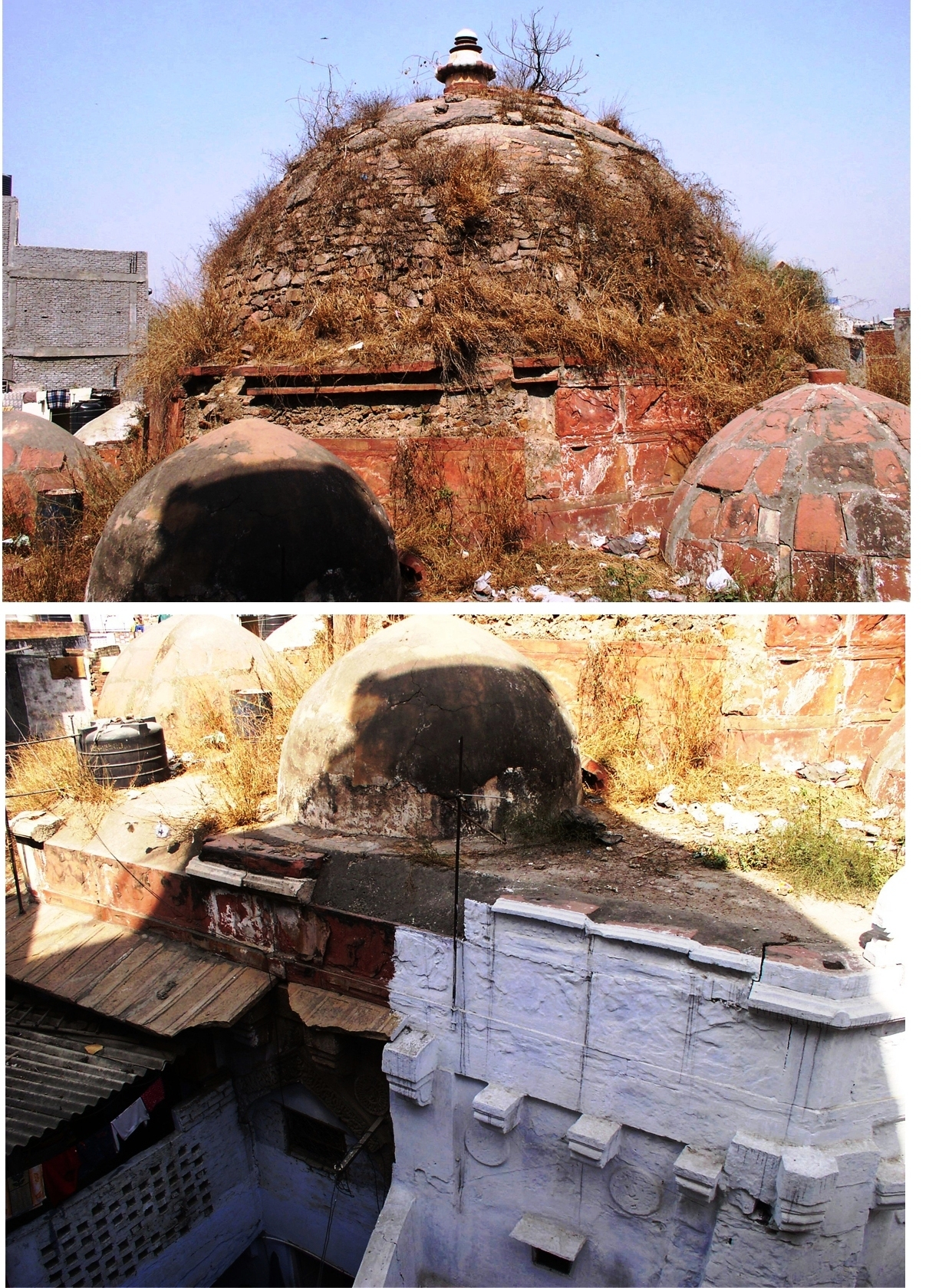
قبر مالك مقبول في دلهي

في البداية أصبح مالك مقبول حاكم ملتان ثم تم إرسالها لإدارة البنجاب. كان يحكم ملتان على أنها إقطاعية خاصة به، ثم أصبح حاكم تيلانجانا الشرقية، ثم قام الملك كاما بتمرد واستعاد ورنجل، وفرّ مالك مقبول إلى دلهي.

### العودة إلى دلهي
بعد عودته إلى دلهي, كسب مقبول كسب ثقة آل تغلق. ورافق السلطان في رحلة إلى غوجارات لإخضاع المتمردين، واستطاع إخماد الثورة. ثم أصبح وزير المالية، وأخيرًا أصبح وزير سلطنة دلهي في عهد فيروز شاه تغلق. 

### الخلفاء
بعد وفاة مالك مقبول في 1369م، قام فيروز تغلق بتعيين جونان خان بن مالك مقبول كوزير السلطنة خلفًا لوالده. لكنه لم يكن قائدًا عسكريًا قويًا، وفشل في إخماد الثورات في حياة فيروز شاه، حتى انتهى الأمر بأسره وإعدامه، ومن المعروف عن جونان خان أنه بنى سبع مساجد كبيرة في جميع أنحاء دلهي.

## آثاره
بنيت مقبرة مالك مقبول في 1388 من قبل ابنه جونان شاه. كان أول ضريح مثمن يتم بنائها في دلهي.